# ジャック・ルー
ジャック・ルー（Jacques Roux、1752年8月21日-1794年2月10日）は、フランスの革命指導者。フランス革命期に過激派として活躍した急進主義的なローマ・カトリックの司祭である。アンラジェ（仏 : Enragés）と呼ばれる過激派で、ジャコバン派の急進共和派山岳派とも協調したが、のちに弾圧された。
パリのサン・キュロット（労働者階級の賃金労働者や小売店主）に対して大衆民主主義や無階級社会の理想を巧みに説き、彼らを急進化（en）させて危険な革命勢力を作りだし、大衆民主主義的な極左の指導者になった。

## 生涯
シャラント県プランザック出身。父親は裕福な陪席判事だった。神学校で学び、教師を経て司祭となったが1789年のフランス革命勃発を歓迎して革命派に同調するようになった。このため地元を追い出されパリに出て1791年にルーはパリ・コミューンに選出された。フランス第一共和政が1792年に始まると、アンラジェ（フランス語で「激怒している人々」を指すが「狂人」という意味もある）として知られる派閥の一員となった。ルーはパリのサン・キュロットの利益を代表する最も急進的な左派の代弁者とみなされた。
ルーは首尾一貫して経済的に平等な社会を目指して戦い、サン・キュロットの群衆をジャコバン派のブルジョワ的無関心に対して敵対させた。食糧が社会に行き渡るように要求し、食糧を貯め込む資産家は処刑すべきであると主張した。ルーは貧しいパリの人々に代わって、貴族の富を没収して安価なパンを提供するよう精力的に訴えた。
ジロンド派と山岳派の分裂が拡大すると、ルーは民衆の支持を背景として1793年の国民公会からジロンド派を排除するのに影響力を及ぼした。
1793年の国民公会における演説で、ルーは自身が代表する人民の名において私的所有権と階級社会の廃止を要求するアンラジェの宣言を行い、論議を呼んだ。ルーとアンラジェは多くの点で先見的であり、後にカール・マルクスが分析的理論で展開するテーマを先取りしていた。
しばらくして、ルーの煽動的な弁舌の才は食糧暴動を燃え立たせ、パリ・コミューンにおける力の均衡を破ることになった。ルーがジャコバン政権の優勢を脅かすことを恐れたマクシミリアン・ロベスピエールは、ルーを革命政権と公安委員会を崩壊させようとする意図を持った外国のスパイであると断罪した。この時期、ルーのかつての友人ジャン＝ポール・マラーも対立に転じ、ルーは宗教を金づるとしか考えていない似非司祭だったと自身の新聞『人民の友』に書いた。1793年7月7日、ルーの政敵たちは、ゆすりと「慈善資金の横領」でルーを告発するためにエリザベト・マルゲリト・エベールを尋問した。未亡人になったばかりのエベールは生計の途がなく、ルーは2年前にエベールとその家族のために基金を募ることを請け合っていた。ルーに良からぬ目的があったか尋ねられると、エベールは否定した。ルーはこの時は逮捕されなかったが、1793年8月に、未亡人エベールともう一人の未亡人ミル・ボールペールの二人に基金の提供を怠ったという罪状で逮捕された。ルーは革命委員会に対し、違法なことは何もしておらず、政敵が自分を貶めるために企んだことだと断言した。ルーは友人二人によって身柄を保護され、自らの理想のために戦い続けたが、1793年9月5日に再び投獄された。
1794年1月14日、ルーは事件が革命裁判所で審理されることになったと告げられた。この報を聞いたルーはナイフを引き抜き、数回自分に突き刺したが、致命傷にはならなかった。その後1か月も経たないうちに、1794年2月10日に刑務所で療養中だったルーは再び自身を突き刺し、自殺を果たした。41歳であった。
アンラジェ運動が崩壊し始めると、エベール派として知られるジャック・ルネ・エベールの穏健左翼は、ルーの支持層を取り込んでその穴を埋めようと試みた。

## 大衆文化
フランス革命を題材にしたゲーム『アサシン クリード ユニティ』のミッションの一つで、プレイヤーが暗殺する対象としてルー（声優はエリア・トゥーフズィ）が登場する。ペーター・ヴァイスの戯曲『マラー/サド』では、ジャン＝ポール・マラーの暗殺を題材とした劇中劇がサドによって精神病院の中で上演され、療養者の一人がルーを演じる。看護人はルー役の台詞を激しく批判し、その部分をカットさせる。同作の一般的な演出では、ルーを演じる俳優は拘束衣を着る。これはルーのような政治的急進者を規制しようという病院の欲求を象徴している。

## 参照
1. 1 2 3 4 5 6  Jacques Roux. Encyclopædia Britannica Online. Encyclopædia Britannica, 2011. Web. 04 Mar. 2011.
2. ↑  Levy, Darline (August 1, 1981). Women in Revolutionary Paris 1789-1795. University of Illinois Press. p. 145
3. ↑  “Enragé”.   Encyclopædia Britannica (2011年). 2018年3月30日閲覧。
4. ↑  Higonnet, Patrice (October 25, 1998). Goodness beyond Virtue: Jacobins during the French Revolution. Harvard University Press. p. 118
5. 1 2 3 4  Slavin, Morris. "Jacques Roux: A Victim of Vilification." French Historical Studies, Vol. 3, No. 4 (Autumn, 1964), pp. 525–537.
6. ↑  Jacques Roux (1793) Manifesto of the Enragés (Paris, 1793). Translated by Mitchell Abidor.
7. ↑  辻村みよ子、横山みよ子『フランス革命の憲法原理 : 近代憲法とジャコバン主義』1990年、334-337頁。 NAID 500000069396。
8. ↑  "Le Manifeste des Enragés"「アンラジェの宣言」の訳語は[7]による。
9. ↑  Rose, R.B. The Enragés: Socialists of the French Revolution, (London: Cambridge University Press, 1965). pp.36–48.